# Dietmar Schmidt (Handballspieler)
Dietmar Schmidt (* 29. April 1952 in Zwickau) ist ein deutscher Handballtrainer und ehemaliger Handballspieler. Seine Spielposition war der Kreis.

## Karriere

### Als Spieler
Schmidt übte anfangs die Sportarten Schwimmen und Faustball aus. Im Jahr 1967 gewann er die DDR-Juniorenmeisterschaft im Faustball. Zum Handball kam er, als für seine Schulmannschaft noch ein Spieler gesucht wurde. Seine ersten Vereine waren die BSG Aktivist „Karl Marx“ Zwickau und die BSG Wismut Aue.
Sein Stammverein in der DDR-Oberliga war der ASK Vorwärts Frankfurt, mit dem er zwei Mal DDR-Meister wurde: 1974 und 1975. 1975 gewann er den Europapokal der Landesmeister. Mit der DDR-Nationalmannschaft, für die er 242 Länderspiele bestritt und 349 Tore warf, wurde er 1974 Zweiter und 1978 Dritter bei Weltmeisterschaften. Bei den Olympischen Spielen 1980 in Moskau führte er die Nationalmannschaft der DDR als Mannschaftskapitän zum Olympiasieg. Für diesen Erfolg wurde er mit dem Vaterländischen Verdienstorden in Silber ausgezeichnet. 1984 erhielt er diesen Orden in Gold. Im selben Jahr beendete er seine Karriere.

### Als Trainer
Schmidt übte ab dem Jahr 1985 das Co-Traineramt der Frauenmannschaft der DDR (bis 1989) sowie der Frauenmannschaft des ASK Vorwärts Frankfurt aus. Im Jahr 1988 beendete er seine Tätigkeit bei der Frauenmannschaft des ASK und übernahm für zwei Jahre die dortige Männermannschaft, die unter seiner Leitung 1989 die DDR-Meisterschaft gewann sowie im selben Jahr im Finale des IHF-Pokals stand. Anschließend war er im Männerbereich als Trainer beim Zwickauer HC Grubenlampe, EHV Aue (1999–2002), HC Plauen (2002–2004) und HSV Glauchau (2004–2006) tätig.
Ab Juli 2006 war Schmidt Trainer beim Frankfurter HC. Er trainierte die Frauen-Bundesligamannschaft bis zur Insolvenz des Vereins im Sommer 2013 und dem damit verbundenen Rückzug aus der Bundesliga. Ab der Saison 2013/14 trainierte er die in der 3. Liga spielende ehemalige 2. Mannschaft des FHC. Nach der Saison 2016/17 legte er sein Traineramt beim FHC nieder. Im Oktober 2019 übernahm Schmidt erneut das Traineramt des FHC. Seit der Saison 2020/21 gehört er dem Trainerteam des BSV Sachsen Zwickau an.

## Erfolge
- 1980: Olympiasieger in Moskau
- 1974: 2. Platz bei der Weltmeisterschaft in der DDR
- 1975: Europapokal der Landesmeister-Sieger
- 2× DDR-Meister (1974 und 1975)